# Reocín
Reocín ist eine Gemeinde in der spanischen Autonomen Region Kantabrien. Sie besteht aus 12 Ortschaften, von denen die bevölkerungsreichste der Hauptort Puente San Miguel ist, der 31 km von Santander und nur 2 km von Torrelavega, einem wichtigen Industriezentrum, entfernt ist.

## Orte
- Caranceja
- Cerrazo
- Golbardo
- Helguera
- Puente San Miguel (Hauptstadt)
- Quijas
- Reocín
- San Esteban
- Valles
- La Veguilla
- Villapresente
- Laberinto de Villapresente

## Bevölkerungsentwicklung
| 1847        | 1900 | 1950 | 1991 | 2001 | 2011 | 2021 |
| ----------- | ---- | ---- | ---- | ---- | ---- | ---- |
| 2607        | 2849 | 5195 | 6541 | 6999 | 8317 | 8441 |
| Quelle: INE |      |      |      |      |      |      |

## In Reocín geboren
- Celia Barquín Arozamena (1996–2018), Golferin